# Amarra o Teu Arado a Uma Estrela
"Amarra o Teu Arado a Uma Estrela" é uma canção de Gilberto Gil lançada em 1989 na trilha sonora da telenovela O Salvador da Pátria (conhecida em Portugal como Sassá Mutema) e no álbum de Gil O Eterno Deus Mu Dança. A canção alcançou relativo sucesso, devido à popularidade da telenovela da qual era o tema de abertura. Segundo o site de antiguidades Mofolândia, ela foi a 98a. canção mais executada nas rádios brasileiras em 1989.

## Contexto e composição
Em 1988, Gilberto Gil estava dedicado a seu trabalho na política. Desde 1987, ele era Presidente da Fundação Gregório de Mattos, e no ano seguinte se pré-candidatou a prefeito de Salvador pelo PMDB para as eleições municipais no Brasil em 1988, mas como não foi escolhido nas prévias partidárias, decidiu se candidatar a vereador, cargo para o qual foi eleito em 15 de novembro de 1988.
Segundo o site de Gil, a canção foi composta por ele para uma gincana de colégio da qual participava Fátima Giordano, a irmã menor de Flora Gil, então esposa do cantor. A tarefa no Instituto Social da Bahia consistia em trazer uma canção gravada que se adequasse ao tema "amarra o teu arado a uma estrela". O compositor, achando o tema "estranho, provocativo", decidiu compor a canção de mesmo título, que foi vencedora da gincana.

## Gravação
A primeira gravação da música se deu, às pressas, em 26 de dezembro de 1988. Primeiro foi gravado o breve tema de abertura, com Gil nos vocais, Ricardo Silveira na guitarra elétrica e Arthur Maia no baixo elétrico. Em seguida, foi gravada a versão completa para o álbum musical da trilha sonora da telenovela, contando com as presenças de Celso Fonseca na guitarra e Didi Gomes na bateria.
Posteriormente, desejando refazer o arranjo, Gil decide regravar a canção em 22 de fevereiro de 1989. Esta versão é mais lenta do que a primeira, não repete os versos, e possui uma introdução e um outro em saxofone tenor, além de um interlúdio em guitarra. Nesta versão, os músicos são os mesmos do restante do álbum O Eterno Deus Mu Dança: Celso Fonseca e Gil proveem com as guitarras; Didi Gomes é deslocado para o baixo elétrico; Jorginho Gomes toca bateria; William Magalhães comanda os teclados; Raul Mascarenhas colabora no sax; e Marçalzinho completa a equipe nos instrumentos de percussão.

## Lançamento
A versão curta do tema de abertura da telenovela O Salvador da Pátria jamais foi lançada comercialmente. A versão longa, contando 4:20, foi lançada no álbum da trilha sonora dessa produção, editado pela Som Livre em janeiro de 1989, coincidindo com a estreia do programa. Posteriormente, em 2002, entrou como faixa bônus na versão em CD do álbum ao vivo Gilberto Gil em Concerto, originalmente lançado em 1987. A versão do álbum O Eterno Deus Mu Dança foi lançada em junho de 1989 em LP, K7 e CD.